# Boris Kok
Boris Kok, né le 20 mai 1991 à Nancy en Meurthe-et-Moselle est un footballeur international cambodgien.

## Biographie
Footballeur amateur dans différents clubs lorrains (Tomblaine, Jarville, Vandoeuvre, Toul et l’Olympique de Nancy), il rejoint en 2012 le pays de ses origines, le Cambodge. Cette année-là, il signe en tant que professionnel au Phnom Penh Crown en compagnie de Thierry Bin et Dani Kouch, deux autres joueurs français d'origine khmère.
Il y remportera la Metfone Cambodia League en 2014 puis en 2015 en étant promu capitaine de l’équipe cette année là.
Naturalisé cambodgien en 2012, Boris Kok dispute son premier match international le 20 août 2015 face au Bhoutan (victoire 2-0). Il joue ensuite contre le Laos puis décline la sélection à quatre reprises, en désaccord avec l'éthique de sa fédération, et prend sa retraite internationale en 2016.
En 2017 lors d’un match de championnat contre EDC, il devient le premier et seul défenseur central à inscrire un triplé dans l’histoire de la Metfone Cambodia League.
Après sa saison 2017, il stop sa carrière professionnelle et revient en Lorraine en 2018 en s'engageant bénévolement auprès de son club formateur, le GSA Tomblaine.
En 2019, après un break de 2 ans en France pour des raisons personnelles, il retrouve la Metfone Cambodia League et signe un grand retour avec son ancien club Phnom Penh Crown FC en y remportant un 3eme titre de champions du Cambodge en 2021. Sa contribution personnelle en tant que défenseur central permis au club d’obtenir le titre de meilleur défense du pays à 4 reprises en 2013, 2015, 2020 et 2021.
Après 137 match avec son club de toujours Phnom Penh Crown FC, Boris se voit offrir l’opportunité de rejoindre la Malaysian Super League en 2022 où il signera à Sarawak United FC, club promu se trouvant sur l’île de Bornéo.
Après dès débuts encourageants, en étant repositionné en tant que milieu défensif, il inscrira son premier but en FA Malaysian Cup lors d’une victoire 7-0 contre Ultimate FC.
Il finira la saison de MSL avec 5 buts marqués et une passe décisive et reste actuellement le meilleur buteur cambodgien en ligue malaysienne devant Chan Vathanaka. Il sera rappelé par Keisuke Honda en équipe nationale du Cambodge A pour jouer les qualifications de la coupe d’Asie contre l’Inde, Hong Kong et Afghanistan en juin 2022, puis pour la AFF Mitsubishi Cup en décembre 2022 contre les Philippines, Indonésie, Brunei et Thaïlande.
Depuis janvier 2023, Boris est libre agent.

## Palmarès
- Championnat du Cambodge
  - Champion : 2014, 2015, 2021